# 甲州盆唄
甲州盆唄（こうしゅうぼんうた）は、山梨県の民謡。県西部の国中地方を中心に盆踊り唄として歌われている。
6連または8連からなり、唄のなかに、身延・下部・平岡（南アルプス市の大字）・甲府・石和・市川大門・八ヶ岳などの甲州地名が歌いこまれており、別名「市川文殊（いちかわもんじゅ」ともいう。
山梨県立図書館の教材・民謡のページで、演奏を聴いたり、楽譜をダウンロードしたりすることができる。